# Funtown Splashtown USA
Koordinaten: 43° 31′ 38″ N, 70° 25′ 40″ W
Funtown Splashtown USA ist ein Freizeitpark in Saco, Maine ( Vereinigte Staaten), der 1967 eröffnet wurde.

## Achterbahnen
| Name       | Typ            | Hersteller                    | Eröffnungsjahr |
| ---------- | -------------- | ----------------------------- | -------------- |
| Excalibur  | Holzachterbahn | Custom Coasters International | 1998           |
| Wild Mouse | Wilde Maus     | Maurer Rides                  | 2009           |

### Ehemalige Achterbahnen
| Name   | Typ                              | Hersteller | Eröffnungsjahr | Schließungsjahr |
| ------ | -------------------------------- | ---------- | -------------- | --------------- |
| Galaxi | Stahlachterbahn ohne Inversionen | S.D.C.     | 1978           | 2008            |